# سیگارد مار در چشم
سیگورد مار در چشم (نورس باستان: Sigurðr ormr í auga) یک جنگجوی افسانه ای وایکینگ و پادشاه دانمارک بود که از اواسط تا اواخر قرن نهم میلادی زندگی می‌کرد. طبق منابع متعدد سرگذشت‌نامه و تاریخ پسا قرن دوازدهمی اسکاندیناوی، وی یکی از فرزندان وایکینگ راگنار لودبروک و آسلاگ افسانه‌ای است. مصداق تاریخی وی ممکن است پادشاه دانمارک سیگفرد باشد که مدت کوتاهی در دهه ۸۷۰ حکومت کرد.در نهایت توسط برادرش ایوار بی استخوان به قتل رسیدن